# لئونتیوس پیلاتوس
لئونتیوس پیلاتوس (به ایتالیایی: Leonzio Pilato)، (به یونانی: Λεόντιος Πιλάτος)، (به لاتین: Leontios Pilatos)؛ (درگذشت ۱۳۶۶ میلادی) یک پژوهشگر، راهب، مترجم و نویسنده کالابریایی اهل فلورانس بود. لئونتیوس ترجمه و اظهار نظرهای خود بر آثار اوریپید، ارسطو و هومر از جمله ادیسه و ایلیاد را به لاتین انجام داد. او نخستین پژوهشگر مُبلغ و مروج مطالعات یونانی در غرب اروپا بود.